# Puiseux-en-Bray
Puiseux-en-Bray és un municipi francès, situat al departament de l'Oise i a la regió dels Alts de França. L'any 2007 tenia 400 habitants.

## Demografia

### Població
El 2007 la població de fet de Puiseux-en-Bray era de 400 persones. Hi havia 148 famílies de les quals 36 eren unipersonals (16 homes vivint sols i 20 dones vivint soles), 32 parelles sense fills, 68 parelles amb fills i 12 famílies monoparentals amb fills.
La població ha evolucionat segons el següent gràfic:
Habitants censats

### Habitatges
El 2007 hi havia 192 habitatges, 147 eren l'habitatge principal de la família, 31 eren segones residències i 13 estaven desocupats. 187 eren cases i 5 eren apartaments. Dels 147 habitatges principals, 125 estaven ocupats pels seus propietaris, 20 estaven llogats i ocupats pels llogaters i 2 estaven cedits a títol gratuït; 11 tenien dues cambres, 23 en tenien tres, 45 en tenien quatre i 68 en tenien cinc o més. 124 habitatges disposaven pel capbaix d'una plaça de pàrquing. A 64 habitatges hi havia un automòbil i a 73 n'hi havia dos o més.

### Piràmide de població
La piràmide de població per edats i sexe el 2009 era:
| Homes | Edats   | Dones |
| ----- | ------- | ----- |
| 0     | 95 o +  | 0     |
| 0     | 90 a 94 | 4     |
| 4     | 85 a 89 | 0     |
| 4     | 80 a 84 | 0     |
| 0     | 75 a 79 | 4     |
| 4     | 70 a 74 | 4     |
| 4     | 65 a 69 | 8     |
| 0     | 60 a 64 | 8     |
| 0     | 55 a 59 | 0     |
| 8     | 50 a 54 | 16    |
| 20    | 45 a 49 | 12    |
| 16    | 40 a 44 | 12    |
| 12    | 35 a 39 | 16    |
| 16    | 30 a 34 | 16    |
| 24    | 25 a 29 | 8     |
| 4     | 20 a 24 | 12    |
| 20    | 15 a 19 | 12    |
| 20    | 10 a 14 | 16    |
| 28    | 5 a 9   | 12    |
| 20    | 0 a 4   | 8     |

## Economia
El 2007 la població en edat de treballar era de 274 persones, 196 eren actives i 78 eren inactives. De les 196 persones actives 164 estaven ocupades (91 homes i 73 dones) i 32 estaven aturades (16 homes i 16 dones). De les 78 persones inactives 25 estaven jubilades, 22 estaven estudiant i 31 estaven classificades com a «altres inactius».

### Ingressos
El 2009 a Puiseux-en-Bray hi havia 154 unitats fiscals que integraven 415 persones, la mediana anual d'ingressos fiscals per persona era de 17.310 €.

### Activitats econòmiques
Dels 9 establiments que hi havia el 2007, 7 eren d'empreses de construcció, 1 d'una empresa de serveis i 1 d'una empresa classificada com a «altres activitats de serveis».
Dels 5 establiments de servei als particulars que hi havia el 2009, 2 eren paletes i 3 lampisteries.
L'any 2000 a Puiseux-en-Bray hi havia 12 explotacions agrícoles que ocupaven un total de 936 hectàrees.

## Equipaments sanitaris i escolars
El 2009 hi havia una escola elemental integrada dins d'un grup escolar amb les comunes properes formant una escola dispersa.

## Poblacions més properes
El següent diagrama mostra les poblacions més properes.